# North Tripura
Der Distrikt North Tripura ist ein Distrikt im indischen Bundesstaat Tripura. Verwaltungssitz ist die Stadt Dharmanagar.

## Geografie
Der Distrikt North Tripura liegt im Osten Tripuras an der Grenze zu Bangladesch. Die Fläche des Distrikts beträgt 1422 Quadratkilometer. Nachbarn sind die Bundesstaaten Assam im Nordosten und Mizoram im Südosten. Nachbardistrikte sind die Distrikt Unakoti und Dhalai im Westen. Im Süden und Norden grenzt der Distrikt an Indiens Nachbarstaat Bangladesch.

## Geschichte
Der Distrikt entstand in seiner heutigen Form bei der Neueinteilung der Verwaltungsgebiete Tripuras am 21. Januar 2012. Vom damaligen Distrikt North Tripura spalteten sich die R.D. Blocks Gournagar, Pencharthal und Kumarghat sowie die Städte Kailashahar und Kumarghat ab.

## Bevölkerung
Nach der Volkszählung 2011 hat der Distrikt North Tripura 417.441 Einwohner. Bei 294 Einwohnern pro Quadratkilometer ist der Distrikt sehr dicht besiedelt. Von den 417.441 Bewohnern wohnen 337.986 Personen (80,97 Prozent) in Landgemeinden und 79.455 Menschen in städtischen Gebieten.
Der Distrikt North Tripura gehört zu den Gebieten Indiens, die zahlreich von Angehörigen der „Stammesbevölkerung“ (scheduled tribes) besiedelt sind. Zu ihnen gehörten (2011) 117.106 Personen (28,05 Prozent der Distriktsbevölkerung). Zu den Dalit (scheduled castes) gehörten 2011 60.554 Menschen (14,53 Prozent der Distriktsbevölkerung).

### Bevölkerungsentwicklung
Distrikt North Tripura in den Grenzen bis 2012
Tripura wurde 1970 in drei Distrikte aufgeteilt - North Tripura, South Tripura und West Tripura. Die Bevölkerungsentwicklung von 1901 bis 2011 in den Grenzen vor 2012 war wie folgt:
Heutige Grenzen
Wie überall in Indien wächst die Einwohnerzahl im Distrikt North Tripura seit Jahrzehnten stark an. Die indische Volkszählung 2001 ermittelte eine Einwohnerzahl von 359.144 Personen. Die Zunahme betrug in den Jahren 2001–2011 mehr als 16 Prozent (16,23 %). In diesen zehn Jahren nahm die Bevölkerung um mehr als 58.000 Menschen zu.

### Bedeutende Orte
Im Distrikt gibt es mit dem Distrikthauptort nur eine städtische Siedlung. Statistisch gesehen gelten allerdings auch Kanchanpur und Panisagar als Städte (towns).

### Bevölkerung des Distrikts nach Geschlecht
Von den 417.441 Bewohnern waren 212.650 (50,94 Prozent) männlichen und 204.791 weiblichen Geschlechts. Dies ist untypisch für Indien, wo normalerweise ein deutliches Mehr an Männern vorherrscht.

### Bevölkerung des Distrikts nach Sprachen
Eine deutliche Mehrheit – 65,43 Prozent – der Gesamtbevölkerung des Distrikts North Tripura spricht Bengali. Danach folgen die Tripurasprachen Kokborok und Reang mit 73.304 (17,56 Prozent) respektive 17.056 (4,09 Prozent) der Bevölkerung. Mit Chakma mit 10.165 (2,44 Prozent) gibt es eine weitere Sprache, die von mehr als 10.000 Menschen gesprochen wird. Eine weitere bedeutende Sprache ist Halam mit 6948 Sprechern (1,66 Prozent). Hindi wird nur von einer kleinen Minderheit von Zugewanderten gesprochen. Fast die gesamte Einwohnerschaft der Stadt Dharmanagar spricht Bengalisch. Regional von Bedeutung ist Kokborok. In den drei R.D. Blocks Kumarghat und Pencharthal mit 2162 (2,42 Prozent der Bevölkerung) respektive 19.434 (45,04 Prozent der Bevölkerung) Angehörigen. Die Kokborok bilden in allen vier R.D. Blocks eine bedeutende Minderheit. In den beiden R.D. Blocks Damchhara und Das bildet sie sogar die Bevölkerungsmehrheit. Reang ist in den drei R.D. Blocks Damchhara, Dasda und Jampuii Hills stark vertreten. Die Mehrheit der Champa und der Halam sind nur in einem R.D. Block von Bedeutung. Die Chakma stellen 9344 der 102.037 Einwohner (oder 9,16 Prozent) im R.D. Block Dasda, die Halam 4603 der 111.565 Bewohner (4,12 Prozent) des R.D. Blocks Panisagar. Von den 6544 hindisprachigen Bewohnern wohnen rund 70 Prozent in den R.D. Blocks Kadamtal und Panisagar.
| Jahr                                   | Bengali | Bengali | Kokborok | Kokborok | Reang  | Reang | Chakma | Chakma | Halam | Halam | Hindi | Hindi | Andere Sprachen | Andere Sprachen | Total   | Total    |
| Jahr                                   | Zahl    | %       | Zahl     | %        | Zahl   | %     | Zahl   | %      | Zahl  | %     | Zahl  | %     | Zahl            | %               | Zahl    | %        |
| -------------------------------------- | ------- | ------- | -------- | -------- | ------ | ----- | ------ | ------ | ----- | ----- | ----- | ----- | --------------- | --------------- | ------- | -------- |
| 2011                                   | 273.111 | 65,43   | 73.304   | 17,56    | 17.056 | 4,09  | 10.165 | 2,44   | 6.948 | 1,66  | 6.544 | 1,57  | 30.313          | 7,26            | 417.441 | 100,00 % |
| Quelle: Ergebnis der Volkszählung 2011 |         |         |          |          |        |       |        |        |       |       |       |       |                 |                 |         |          |

### Bevölkerung des Distrikts nach Bekenntnissen
Die Bewohner bekennen sich mehrheitlich zum Hinduismus. Zu ihrem Anhang gehört die Mehrheit der bengalisch- und hindisprachigen Personen. Eine Minderheit unter den Bengalen bekennt sich zum Islam. Die meisten Muslime wohnen vorwiegend in den R.D. Blocks Kadamtala und Panisagar, wo sie mit 43.093 respektive 15.127 Angehörigen 34,95 Prozent respektive 13,56 Prozent der Bevölkerung stellen. Die Buddhisten findet man fast gänzlich unter den Chakma. Mehrheitlich wohnen sie im R.D. Blocks Dasda, wo sie mit 10.664 von 102.037 Bewohnern 10,45 Prozent der Bevölkerung stellen. Die christliche Bevölkerung sind mit Ausnahme des Hauptorts und des R.D Blocks Kadamtala überall stark vertreten. Im R.D. Block Jampuii Hills stellen sie mit 7955 von 12.311 Bewohnern sogar die Bevölkerungsmehrheit (64,62 Prozent). Die Christen sind vor allem unter den «scheduled tribes» stark vertreten. Buddhisten, Christen und Muslime bilden lokal und regional bedeutende religiöse Minderheiten. Die genaue religiöse Zusammensetzung der Bevölkerung zeigt folgende Tabelle:
| Jahr                                   | Buddhisten | Buddhisten | Christen | Christen | Hindus  | Hindus | Jainas | Jainas | Muslime | Muslime | Sikhs | Sikhs | Andere | Andere | keine Angaben | keine Angaben | Total   | Total    |
| Jahr                                   | Zahl       | %          | Zahl     | %        | Zahl    | %      | Zahl   | %      | Zahl    | %       | Zahl  | %     | Zahl   | %      | Zahl          | %             | Zahl    | %        |
| -------------------------------------- | ---------- | ---------- | -------- | -------- | ------- | ------ | ------ | ------ | ------- | ------- | ----- | ----- | ------ | ------ | ------------- | ------------- | ------- | -------- |
| 2011                                   | 12.204     | 2,92       | 32.707   | 7,84     | 309.082 | 74,04  | 199    | 0,05   | 62.587  | 14,99   | 109   | 0,03  | 44     | 0,01   | 509           | 0,12          | 417.441 | 100,00 % |
| Quelle: Ergebnis der Volkszählung 2011 |            |            |          |          |         |        |        |        |         |         |       |       |        |        |               |               |         |          |

## Bildung
Das Ziel der vollständigen Alphabetisierung ist in Reichweite. Von den 360.499 Personen in einem Alter von sieben Jahren und mehr können 312.681 (86,74 Prozent) lesen und schreiben. Die Alphabetisierung liegt weit über dem indischen Schnitt.

## Verwaltung
Der neue Distrikt hat mit Dharmanagar, Kanchanpur und Panisagar drei Sub-Divisions (Unterbezirke), die wiederum in die acht R.D. Blocks Kadamtala, Jubrajnagar, Kalacherra, Laljuri, Panisagar, Damchhara, Dasda und Jampui Hills aufgeteilt sind.